# 雷電II

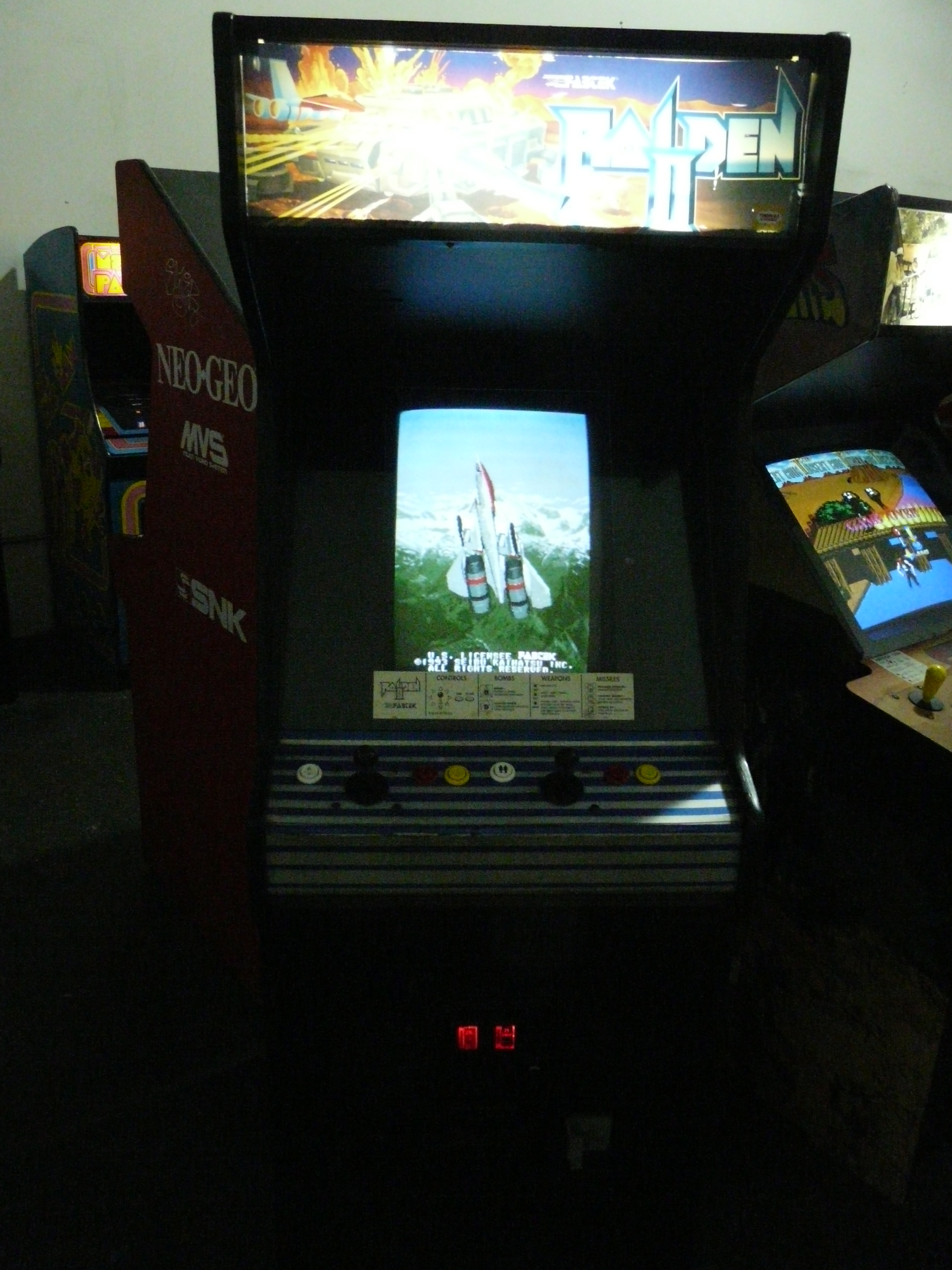
雷電II

『雷電II』（らいでんツー）は、1993年にセイブ開発が制作・販売したアーケード用縦スクロールシューティングゲームである。『雷電』の続編。

## 概説
ゲームシステムは前作『雷電』を踏襲しているが、自機の装備やアイテムなどいくつかの新しい要素が追加されており、またグラフィックが綿密に書き込まれたものに一新された。
8方向レバー+2ボタン（ショット、ボンバー）で自機の「超高空戦闘爆撃機・雷電マークII」を操作する。全8ステージ。最終ステージをクリアすると難易度が上がったステージ1に戻り以降繰り返すループ制。2人同時プレイが可能で、1P側は赤色の機体、2P側は青色（水色）の機体となる。
1人プレイ時は、1P側と2P側どちらでも始めることが可能だが、以下の違いがある。
- スタート時の3個の手持ちボムが、1P側では全て赤色(前作と同じボム)、2P側ではすべて黄色(拡散ボンバー)。
- ミス時の復活方法が、1P側ではその場で復活（その場復活方式）、2P側では特定のポイントに戻って復活(戻り復活方式)。

自機は敵の攻撃を受けると破壊されミスとなり残機を1つ失う。残機を全て失うとゲームオーバー。

## 自機の装備
自機の攻撃手段はショット（全3種）とミサイル（全2種）、及び弾数制限のあるボンバー（全2種）の3つが存在する。ショットとミサイルはショットボタンで同時に使用することができる。ただし、ミサイルはアイテムを取得しないと使用することができない。ボンバーはボンバー発動用のボタンを押すことで使用可能だが、残弾数が無い状態では使用することはできない。 
前作の内容から、メインウェポンにプラズマレーザーが、ボンバーに拡散ボンバーが新たに加わった。

### ショット
メインウェポン。装備中のショットと同じ装備のアイテムを取得していくことで最高8段階までパワーアップができる。装備中のショットと異なる装備のアイテムを取得するとショットの切り替えとなりパワーアップはしない。
バルカン（赤）
初期装備。弾丸を発射。パワーアップで弾丸の幅や同時発射数が増えていく。最大で7方向まで扇形に発射できる。広範囲への攻撃に向く。
レーザー（青）
レーザービームを発射。1発あたりの威力はバルカンより高い。パワーアップするとレーザーの同時発射数が増えるが、最強段階までパワーアップしても自機の横幅と同等までしか広がらない。狭い範囲を集中攻撃するのに向く。
プラズマレーザー（紫）
新たに追加された装備。連射しているとレーザーの性質が変化し、曲線を描きながら敵を捕捉しダメージを与え続けることができるようになる。ボタンを連射しているだけで画面中の敵ほぼ全てに対応できるが、バルカン・レーザーに比べて威力が弱いため、ボス戦では長期戦になりがちである。

### ミサイル
サブウェポン。初期状態の自機は使用することができないが、ミサイルアイテムを取得することで使用可能になる。ミサイルを装備していない状態で「フルパワー」を取得してもミサイルは装備されることはない。
装備中のミサイルと同じ装備のアイテムを取得していくことで最高4段階までパワーアップする。装備中のミサイルと異なる装備のアイテムを取得するとミサイルの切り替えとなりパワーアップはしない。
ニュークリアミサイル（黄）
敵に接触すると爆発するミサイルを前方へ発射。威力は高いが初速が遅い。パワーアップで爆発が大きくなるほか同時発射数も増えていく。
ホーミングミサイル（緑）
敵を自動追尾するミサイルを発射。威力は低いが、パワーアップを重ねていくと弾速が上がり同時発射数も増えていく。

### ボンバー
弾数制限がある特殊攻撃（ボム）。初期状態で3発分を保有しており、アイテムを取得することで残弾数を追加できる。最大で7発まで同時に保有できる。
本作では種類の異なるボンバーでも同時に保有することができる。使用時は最後に取得したボンバーから使用していく。7発所有時にボンバーアイテムを取得すると取得のタイミングが最も古いボンバーが消滅したうえで取得したボンバーが追加される仕様。
ボンバーの残弾数はステージクリア後のボーナス加算に影響する。
ボンバー（赤）
自機の前方に1発の爆弾を投下、一定時間後に大爆発を起こす。爆発に巻き込まれた敵にダメージを与えるほか敵弾を消す。発射から爆発までタイムラグがあり緊急回避には向かないが威力は高い。
拡散ボンバー（黄）
新たに追加された装備。自機の周囲に多数の小型爆弾をまき散らす。爆弾自体に敵や敵弾に対する当たり判定があるため緊急回避に向くが威力は低い。

### 自機の変形
自機は以下の条件のうちいずれかを満たすと変形する。見た目が変わる以外に当たり判定が若干広がる効果もある。
- ショットのレベルが5段階以上
- ミサイルのレベルが3段階以上

## アイテム
全9種が存在する。
「ショット」「ミサイル」「ボンバー」は出現時一定時間経過で種類が切り替わる仕様である。
ショット
取得すると自機のショットをパワーアップする。もしくはショットの種類を切り替える。自機が装備中のショットがフルパワー状態で同じショットを取得すると5,000点のボーナス得点が加算される。
ミサイル
取得すると自機にミサイルを装備する。既にミサイルを装備している場合は装備中のミサイルをパワーアップする、もしくはミサイルの種類を切り替える。自機が装備中のミサイルがフルパワー状態で同じミサイルを取得すると5,000点のボーナス得点が加算される。
ボンバー
取得するとボンバーの残弾数が1つ追加される。自機が既に最大保有数の7つを保有している状態で取得すると5,000点のボーナス得点が加算されるが、同じ種類のボンバーを7つ所有している状態でかつ同じボンバーを取得した場合は50,000点のボーナス得点が加算される。
勲章
取得すると500点のボーナス。ステージクリア後、そのステージで取得した勲章の個数がボーナス加算に影響する。
青勲章
取得すると3,000点のボーナス。ステージクリア後『ボンバー数（なしの場合1）×その面の勲章および青勲章の取得数（ミスした場合リセットされる）×1,000点』のボーナスが入る。
ミクラス
取得すると10,000点のボーナス。
フェアリー
取得するとミス後の復活時に画面上部から登場してきて「ショット」「ミサイル」「ボンバー」「フルパワー」のいずれかのアイテムを画面上に数個ばら撒く。ステージ1およびステージ4に存在。
フルパワー
「P」の表記があるアイテム。取得すると現在装備しているショットとミサイルが最強段階になる。既に最強段階である場合は10,000点のボーナス得点が加算。
1UP
取得すると残機が1機増える。ステージ3およびステージ6に存在し、特定の条件を満たした場合に出現する。なお、得点によるエクステンドは無い。

## ストーリー
世界連合軍の誇る超高空戦闘爆撃機"雷電"と外宇宙生命体との戦闘から三年後…
一時は勢力を弱めた外宇宙生命体が再び強大な戦力を取り戻し、戦闘はさらに激化、次第に制圧されていく地球。
この危機を打ち砕くため、世界連合軍は機動性をさらにアップし、新兵器である"プラズマレーザー"、"拡散ボンバー"を搭載した"雷電II"を開発。
人類の未来を賭け、再び外宇宙生命体に立ち向かっていく。

## ステージ
本作のステージを記述する。
| 面 | レベル名           | ボス名                                                                       | ステージBGM          |
| -- | ------------------ | ---------------------------------------------------------------------------- | -------------------- |
| 1  | 田園地帯           | ゼルゼレイ・セ・フル ゼルゼレイ・イ・エク （地球側コードネーム：ウォーカー） | Repeated tragedy     |
| 2  | 街                 | ゲルドバード（地球側コードネーム：アルバトロス） ノウザード                  | Tragedy flame        |
| 3  | 海洋               | ダル・ヤー（地球側コードネーム：バトルアックス）                             | All or nothing       |
| 4  | 遺跡               | バルグ（地球側コードネーム：サンダーフォートレス） アブル バーラン           | Burnt Field          |
| 5  | 敵地上中継基地     | ハーケスタル（地球側コードネーム：ブラックバード） アーヴィー ゲルメズ       | Depression           |
| 6  | クリスタル浮遊大陸 | メシュキー・デラーズ（地球側コードネーム：グラファイト）                     | Decisive battle      |
| 7  | 敵巨大戦艦         | ボゾルグ・タリーン（地球側コードネーム：ヒュージサテライト）                 | Flap toward the hope |
| 8  | 最終攻撃目標       | ガルブ・ガディーム（地球側コードネーム：マザーヘブン）                       | Tragedy flame        |

## 移植版
| No. | タイトル         | 発売日                     | 対応機種    | 開発元     | 発売元            | メディア | 型式                             | 備考                     |
| --- | ---------------- | -------------------------- | ----------- | ---------- | ----------------- | -------- | -------------------------------- | ------------------------ |
| 1   | 雷電プロジェクト | 1995年1月27日 1995年9月9日 | PlayStation | セイブ開発 | 日本システム SCEA | CD-ROM   | SLPS-00013 SCUS-94402 SLES-00051 | 『雷電』とのカップリング |
| 2   | 雷電プロジェクト | 1996年7月12日              | PlayStation | セイブ開発 | 日本システム      | CD-ROM   | SLPS-91002                       | 廉価版                   |
| 3   | 雷電II           | 1997年                     | Windows 95  | Kinesoft   | ゲームバンク      | CD-ROM   |                                  |                          |
| 4   | 雷電II           | 1999年                     | Windows 95  | Kinesoft   | サイバーフロント  | CD-ROM   |                                  |                          |

## 評価
ゲーム誌『ゲーメスト』の企画「第8回ゲーメスト大賞」（1994年度）で、読者投票により年間ヒットゲーム20位を獲得している。